# Pelléas et Mélisande (Schauspiel)

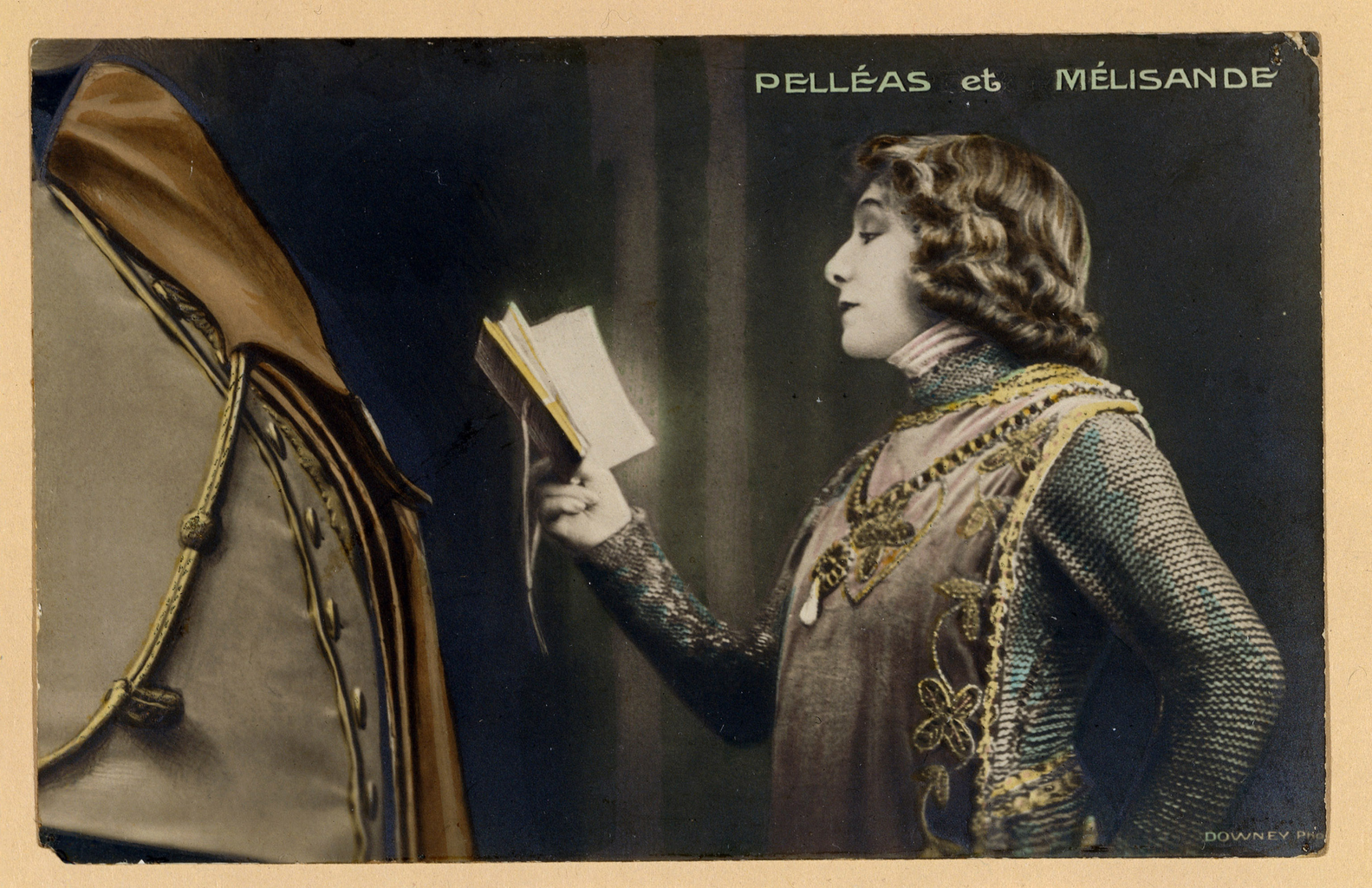
Sarah Bernhardt in Pelléas et Mélisande

Pelléas et Mélisande ist ein Schauspiel von Maurice Maeterlinck über die verbotene, todgeweihte Liebe der beiden Titelgestalten. Es wurde am 16. Mai 1893 am Théâtre des Bouffes-Parisiens in Paris uraufgeführt und gilt als Hauptwerk des Theaters des Symbolismus.

## Handlung
Prinz Golaud verirrt sich auf einer Reise im Wald und begegnet dort der schönen und geheimnisvollen Mélisande. Er bringt sie als seine Frau auf das düstere Wasserschloss seines Großvaters Arkel, auf dem sich Mélisande jedoch nicht wohl fühlt. Nur Golauds Bruder Pelléas, mit dem sie eine tiefe Freundschaft und beinah übersinnliche Liebe verbindet, kann sie aufheitern. Dies erregt Golauds Eifersucht. Im Zorn erschlägt er Pelléas, doch Mélisande ist so erschüttert, dass auch sie stirbt.

## Analyse
Pelléas et Mélisande ist zwar mehr in der Realität und im Realismus verwurzelt als Princesse Maleine von 1889, gilt aber als Maeterlincks symbolistisches Hauptwerk. Die spärliche und einfache Handlung wirkt geheimnisvoll, die umso komplexeren Figuren sind vieldeutig. Die Ereignisse werden von Sehnsüchten und bösen Vorahnungen bestimmt. Soziale und moralische Probleme thematisiert das Stück kaum.

## Adaptionen
Das Schauspiel diente als Grundlage mehrerer musikalischer Werke:
- 1898: Schauspielmusik von Gabriel Fauré, später auch als Suite für Orchester
- 1900: Ouvertüre von Cyril Scott
- 1902: Pelléas et Mélisande (Oper), Oper von Claude Debussy
- 1905: Pelleas und Melisande (Schönberg) von Arnold Schönberg, Sinfonische Dichtung
- 1905: Pelleas und Melisande (Suite) von Jean Sibelius, Schauspielmusik und die daraus zusammengestellte Orchestersuite
- 1954: Ballett von Max Baumann
- 2013: Pelléas et Mélisande (konzertante Symphonie für Flöte und Orchester), von Alexandre Desplat
- 2022: Pélleas et Mélisande (Suite für Streichorchester) von Aljaksandr Litwinouski

## Ausgaben
- Pelléas et Mélisande. Brüssel 1892.
- Pelléas et Mélisande, in Théâtre complet. Genf 1979.
- Pelleas und Melisande, übersetzt von G. Stockhausen. Berlin 1897.
- Pelleas und Melisande, übersetzt von F. v. Oppeln-Bronikowski. Reclam, Stuttgart 1972. ISBN 3-15-009427-5.
- Pelleas und Melisande, übersetzt von S. Gross, in Die frühen Stücke. München 1983.